# Università del Pacifico del Sud
L’Università del Pacifico del Sud (University of the South Pacific, USP) è un'università pubblica con sedi sparse in una dozzina di nazioni del Pacifico. È un centro internazionale di studi delle civiltà del Pacifico di primo livello. Il programma di studi dell'università è riconosciuto ed apprezzato a livello mondiale, in quanto studenti e staff non provengono solo dall'area oceanica ma da tutto il mondo. 
USP è diretta e sostenuta dai governi di dodici nazioni del Pacifico: Isole Cook, Figi, Kiribati, Isole Marshall, Nauru, Niue, Samoa, Isole Salomone, Tokelau, Tonga, Tuvalu e Vanuatu. 
USP offre programmi di studi universitari e post-universitari in diversi campi tra cui: insegnamento, turismo, giornalismo, agricoltura, scienze, tecnologia, informatica, finanza e prodotti bancari, amministrazione pubblica, consulenza, servizi sociali ed altri.

## Campus
Alafua Campus 

The Campus Director, University of the South Pacific,
Private Bag, Apia, Samoa.
Emalus Campus 

The Campus Director, The University of the South Pacific,
Private Mail Bag 9072, Port Vila, Vanuatu.
Laucala Campus 

The Registrar, The University of the South Pacific, Suva, isole Figi.

### Campus regionali
USP Cook Islands Campus 

PO Box 130, Rarotonga, isole Cook.
USP Labasa Campus 
 
Private Mail Bag, Labasa, Figi.
USP Lautoka Campus 

Private Mail Bag, Lautoka, Figi.
USP Kiribati Campus 

Teaoraereke, PO Box 59, Bairiki, Tarawa Sud, Kiribati.
USP Marshall Islands Campus 

PO Box 3537, Majuro, isole Marshall.
USP Nauru Campus 

Private Bag, Post Office. Nauru.
USP Niue Campus 

PO Box 31, Alofi, Niue.
USP Solomon Islands Campus 

PO Box 460, Honiara, isole Salomone.
USP Tokelau Campus 

c/o Tokelau Apia Liaison Office,
PO Box 3014, Apia, Samoa.
USP Tonga Campus 

PO Box 278, Nukuʻalofa, Tonga.
USP Tuvalu Campus 

PO Box 21, Funafuti, Tuvalu.